# دایموند جیم
دایموند جیم (انگلیسی: Diamond Jim) فیلمی در ژانر کمدی به کارگردانی ای ادوارد سادرلند محصول سال ۱۹۳۵ کشور ایالات متحده آمریکا است.

## بازیگران
- ادوارد آرنولد در نقش Diamond Jim Brady
- جین آرتور در نقش Jane Matthews / Emma
- بینی بارنز در نقش لیلیان راسل
- سزار رومرو در نقش Jerry Richardson
- اریک بلور در نقش Sampson Fox
- هیو اوکانل در نقش Charles B. Horsley
- جرج سیدنی در نقش Pawnbroker
- رابرت مک‌وید در نقش A.E. Moore
- چارلز سلون در نقش Touchey
- هری کولکر در نقش Bank President
- ویلیام دمارست در نقش Harry Hill
- آلبرت کونتی در نقش Jeweler
- آرمان کالیز در نقش Jewelry Salesman
- تالی مارشال در نقش Minister
- پرنل پرت در نقش Physician
- هلن براون در نقش Brady's Mother
- Mabel Colcord در نقش Brady's Aunt
- جک مور در نقش Man (در عنوان‌بندی نیامده)
- رابرت اِمِـت اوکانر
- بابی برنز
- رابرت مکنزی
- جین لاورتی
- فرانک هاگنی
- اوتیس هارلن
- هری سی. بردلی
- سی. مانتگیو شا
- چارلز آر. مور